# Oxylymma caeruleocincta
Oxylymma caeruleocincta là một loài bọ cánh cứng trong họ Cerambycidae.